# Phenian
Phenian (în coreeană 평양 직할시, Pyongyang) este capitala Coreei de Nord, străbătută de râul Taedong. Populația actuală exactă este necunoscută. În 1993 d.C., orașul avea 2.741.260 de locuitori, iar rezultate preliminare ale recensământului din 2008 au arătat că are o populație de 3.255.388 de locuitori.

## Clima
| Date climatice pentru Pyongyang (1971-2000); extreme (1961 - prezent) | Date climatice pentru Pyongyang (1971-2000); extreme (1961 - prezent) | Date climatice pentru Pyongyang (1971-2000); extreme (1961 - prezent) | Date climatice pentru Pyongyang (1971-2000); extreme (1961 - prezent) | Date climatice pentru Pyongyang (1971-2000); extreme (1961 - prezent) | Date climatice pentru Pyongyang (1971-2000); extreme (1961 - prezent) | Date climatice pentru Pyongyang (1971-2000); extreme (1961 - prezent) | Date climatice pentru Pyongyang (1971-2000); extreme (1961 - prezent) | Date climatice pentru Pyongyang (1971-2000); extreme (1961 - prezent) | Date climatice pentru Pyongyang (1971-2000); extreme (1961 - prezent) | Date climatice pentru Pyongyang (1971-2000); extreme (1961 - prezent) | Date climatice pentru Pyongyang (1971-2000); extreme (1961 - prezent) | Date climatice pentru Pyongyang (1971-2000); extreme (1961 - prezent) | Date climatice pentru Pyongyang (1971-2000); extreme (1961 - prezent) |
| Luna                                                                  | Ian                                                                   | Feb                                                                   | Mar                                                                   | Apr                                                                   | Mai                                                                   | Iun                                                                   | Iul                                                                   | Aug                                                                   | Sep                                                                   | Oct                                                                   | Nov                                                                   | Dec                                                                   | Anual                                                                 |
| --------------------------------------------------------------------- | --------------------------------------------------------------------- | --------------------------------------------------------------------- | --------------------------------------------------------------------- | --------------------------------------------------------------------- | --------------------------------------------------------------------- | --------------------------------------------------------------------- | --------------------------------------------------------------------- | --------------------------------------------------------------------- | --------------------------------------------------------------------- | --------------------------------------------------------------------- | --------------------------------------------------------------------- | --------------------------------------------------------------------- | --------------------------------------------------------------------- |
| Maxima medie °C (°F)                                                  | −0.8 (30,6)                                                           | 2.4 (36,3)                                                            | 8.9 (48)                                                              | 17.1 (62,8)                                                           | 22.6 (72,7)                                                           | 26.7 (80,1)                                                           | 28.6 (83,5)                                                           | 28.9 (84)                                                             | 24.7 (76,5)                                                           | 18.2 (64,8)                                                           | 9.4 (48,9)                                                            | 1.7 (35,1)                                                            | 15,7 (60,3)                                                           |
| Media zilnică °C (°F)                                                 | −5.8 (21,6)                                                           | −2.7 (27,1)                                                           | 3.6 (38,5)                                                            | 11.0 (51,8)                                                           | 16.8 (62,2)                                                           | 21.6 (70,9)                                                           | 24.7 (76,5)                                                           | 24.7 (76,5)                                                           | 19.5 (67,1)                                                           | 12.5 (54,5)                                                           | 4.6 (40,3)                                                            | −2.8 (27)                                                             | 10,7 (51,3)                                                           |
| Minima medie °C (°F)                                                  | −10.7 (12,7)                                                          | −7.8 (18)                                                             | −1.8 (28,8)                                                           | 4.9 (40,8)                                                            | 10.9 (51,6)                                                           | 16.5 (61,7)                                                           | 20.7 (69,3)                                                           | 20.5 (68,9)                                                           | 14.3 (57,7)                                                           | 6.7 (44,1)                                                            | −0.3 (31,5)                                                           | −7.2 (19)                                                             | 5,6 (42,1)                                                            |
| Minima istorică °C (°F)                                               | −26.5 (−15.7)                                                         | −23.4 (−10.1)                                                         | −16.1 (3)                                                             | −6.1 (21)                                                             | 2.2 (36)                                                              | 7.0 (44,6)                                                            | 12.0 (53,6)                                                           | 12.8 (55)                                                             | 3.6 (38,5)                                                            | −6 (21,2)                                                             | −14 (6,8)                                                             | −22.8 (−9.0)                                                          | −26,5 (−15,7)                                                         |
| Precipitații mm (inches)                                              | 12.2 (0.48)                                                           | 11.0 (0.433)                                                          | 24.7 (0.972)                                                          | 49.9 (1.965)                                                          | 72.2 (2.843)                                                          | 90.3 (3.555)                                                          | 275.2 (10.835)                                                        | 212.8 (8.378)                                                         | 100.2 (3.945)                                                         | 39.9 (1.571)                                                          | 34.9 (1.374)                                                          | 16.5 (0.65)                                                           | 939,8 (37)                                                            |
| Nr. de zile cu precipitații (≥ 0.1 mm)                                | 5.2                                                                   | 4.2                                                                   | 5.1                                                                   | 6.7                                                                   | 8.1                                                                   | 8.7                                                                   | 14.4                                                                  | 11.0                                                                  | 7.2                                                                   | 6.1                                                                   | 7.3                                                                   | 5.9                                                                   | 89,9                                                                  |
| Sursa nr. 1: World Meteorological Organization                        |                                                                       |                                                                       |                                                                       |                                                                       |                                                                       |                                                                       |                                                                       |                                                                       |                                                                       |                                                                       |                                                                       |                                                                       |                                                                       |
| Sursa nr. 2: Pogoda.ru (Extremes)                                     |                                                                       |                                                                       |                                                                       |                                                                       |                                                                       |                                                                       |                                                                       |                                                                       |                                                                       |                                                                       |                                                                       |                                                                       |                                                                       |

## Orașe înfrățite
Phenian este înfrățit cu:
- Kathmandu, Nepal[4]
- Kuala Lumpur, Malaysia
- Moscova, Rusia
- Singapore
- Tianjin, China[5]
- Bagdad, Irak
- Georgetown, Guyana
- BSB, Brunei

## Galerie

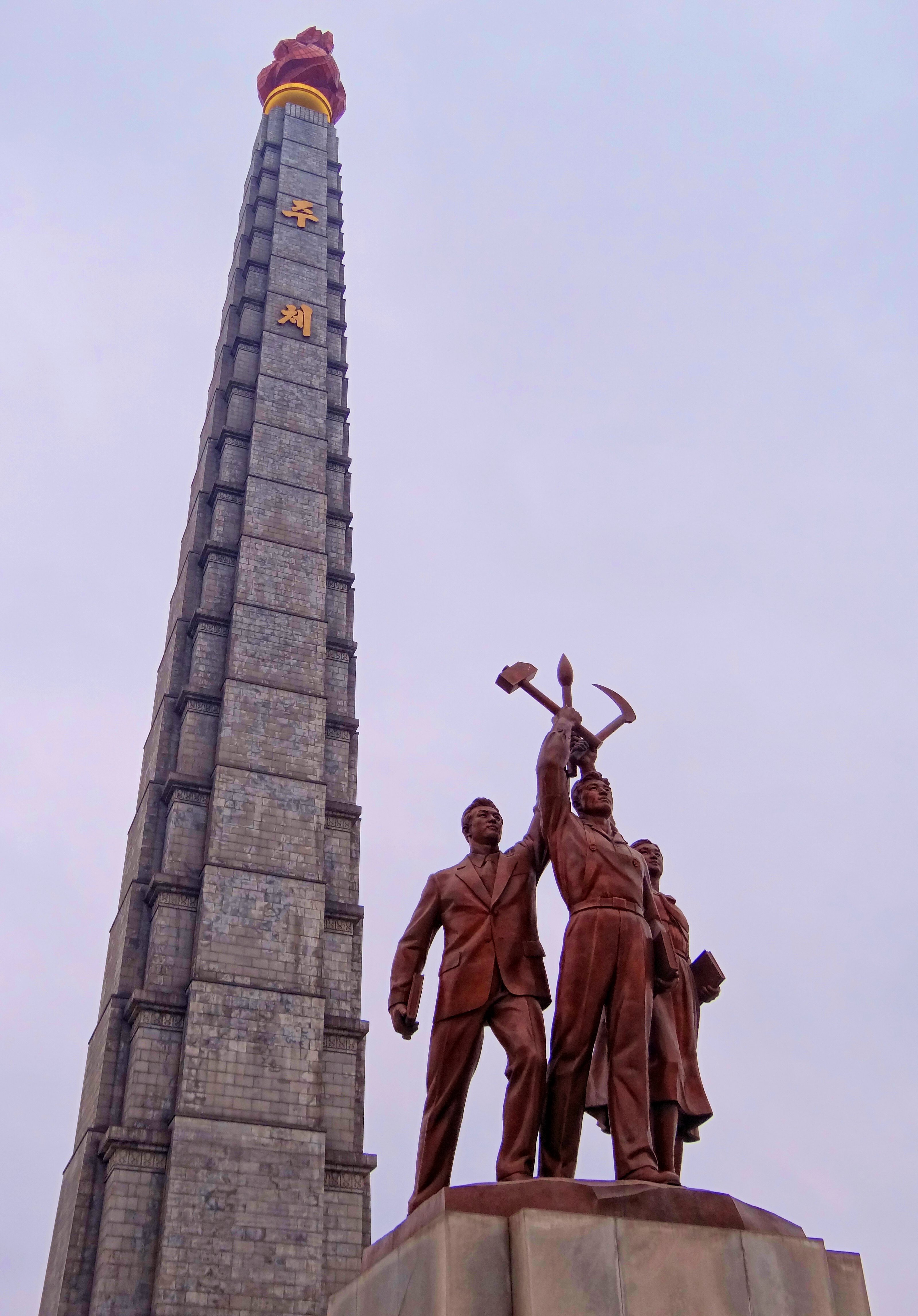
Turnul Juche. Monument dedicat filosofiei Juche
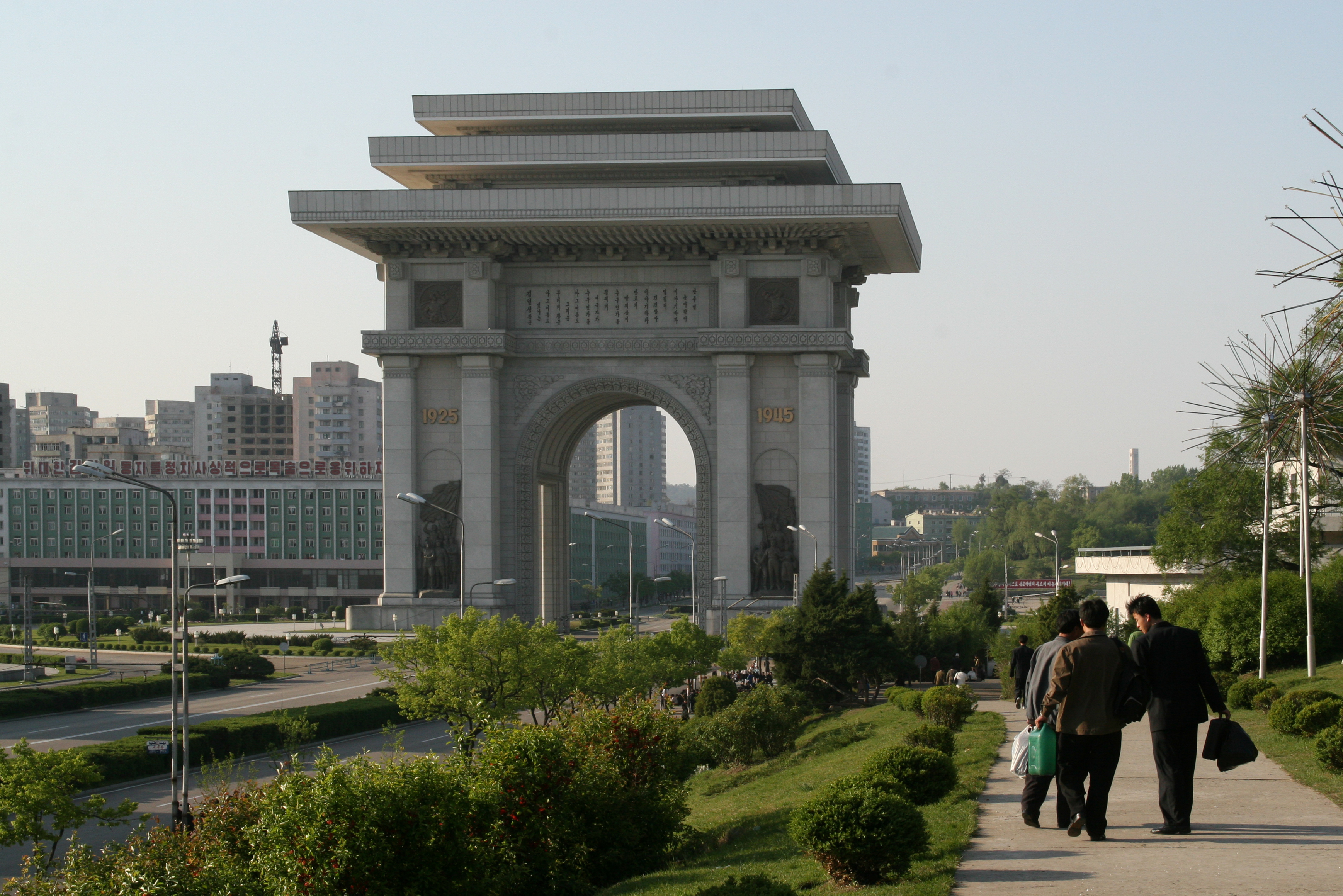
Arcul de Triumf
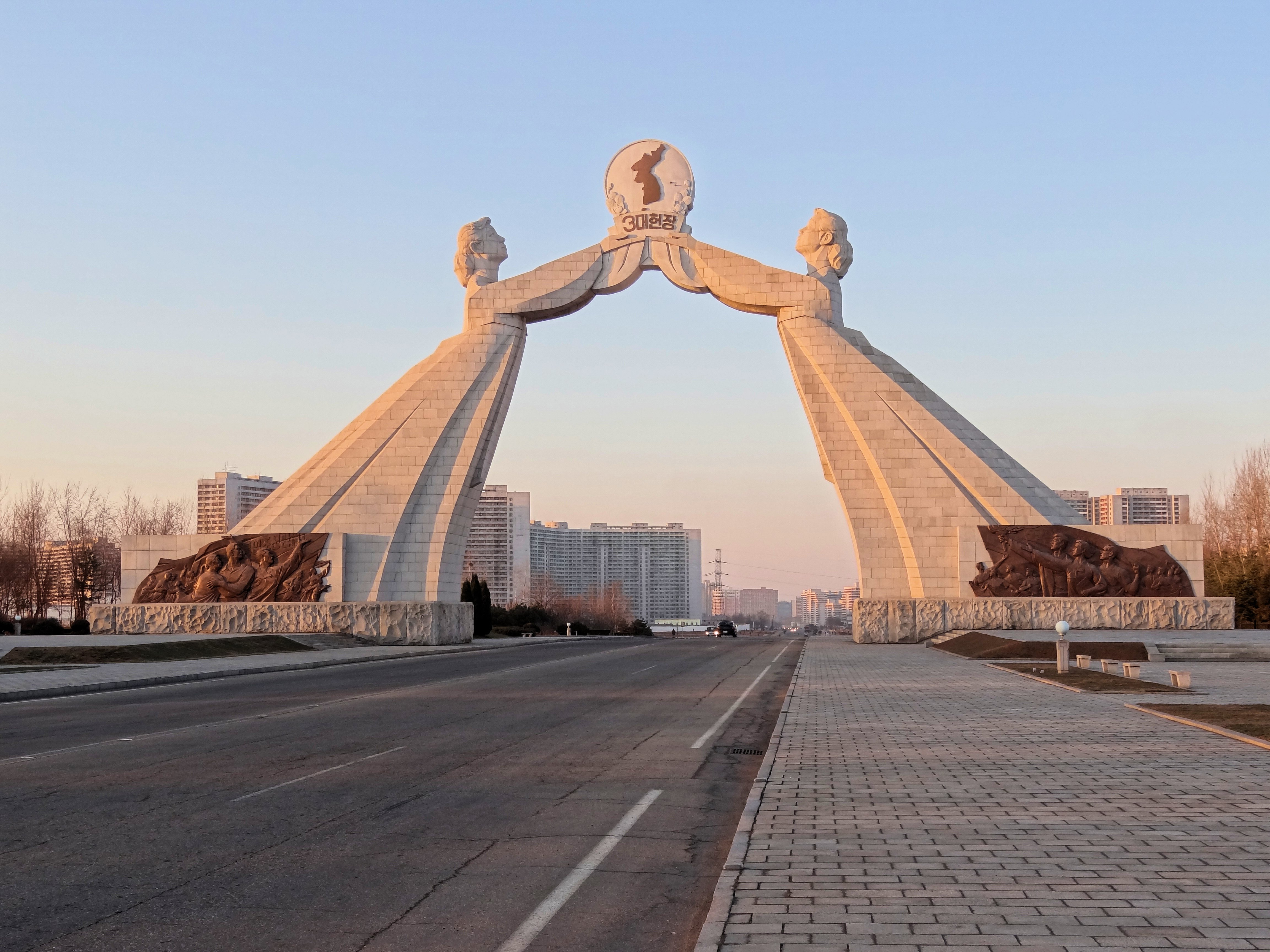
Arcul Reunificării, monument dedicat obiectivului de reunificare a Coreei
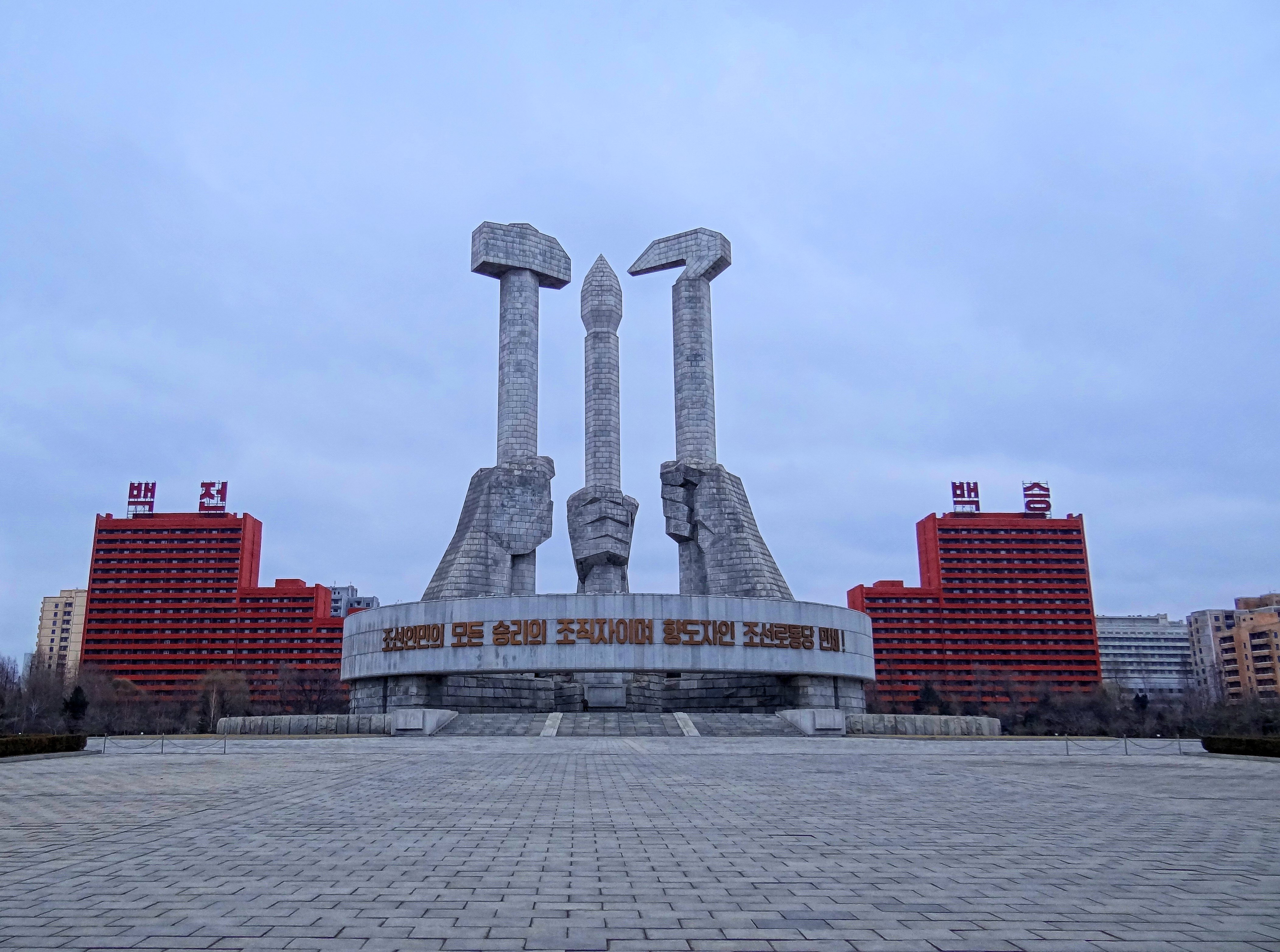
Monumentul Partidului Fondator
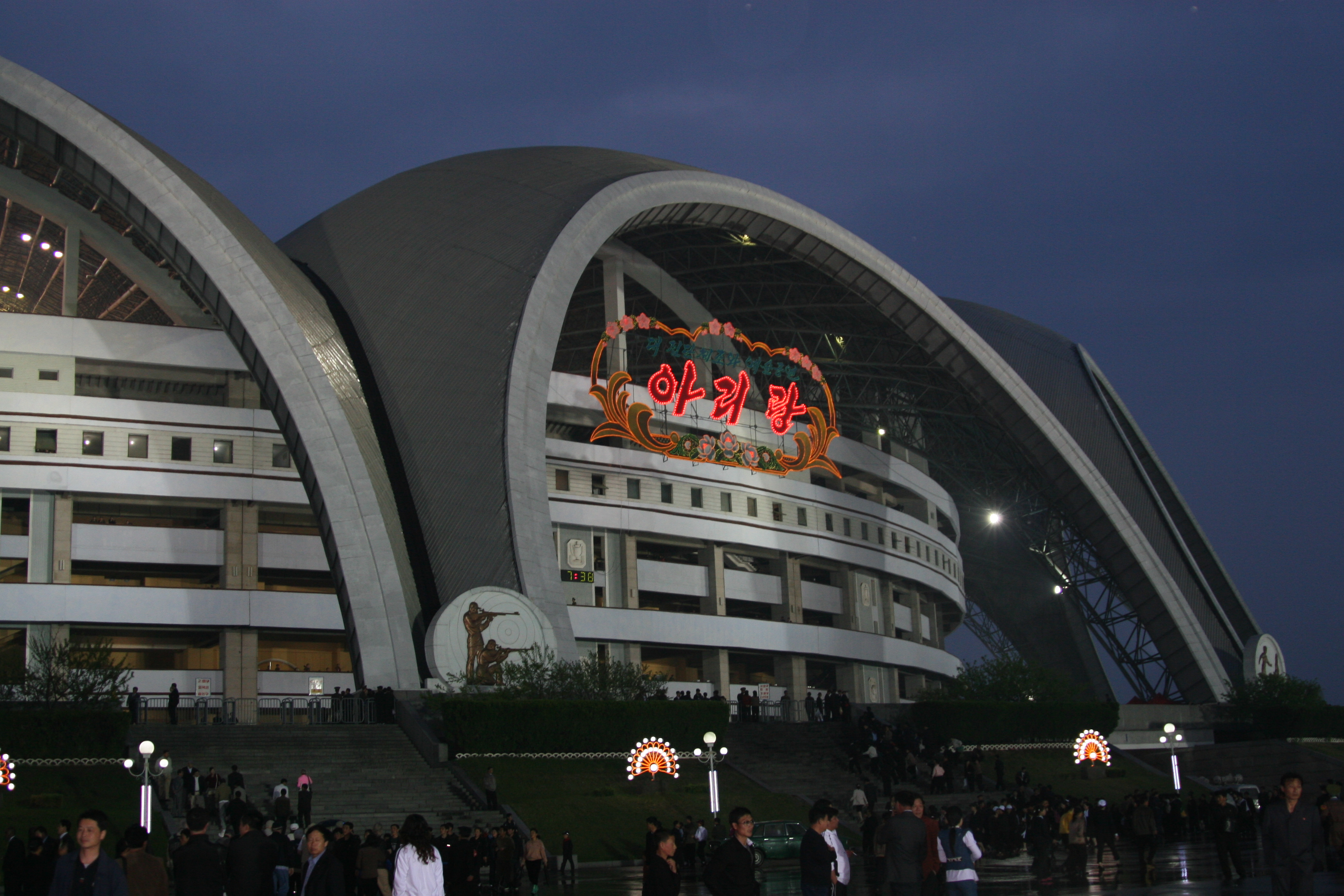
Stadionul "Rungnado, 1 Mai"
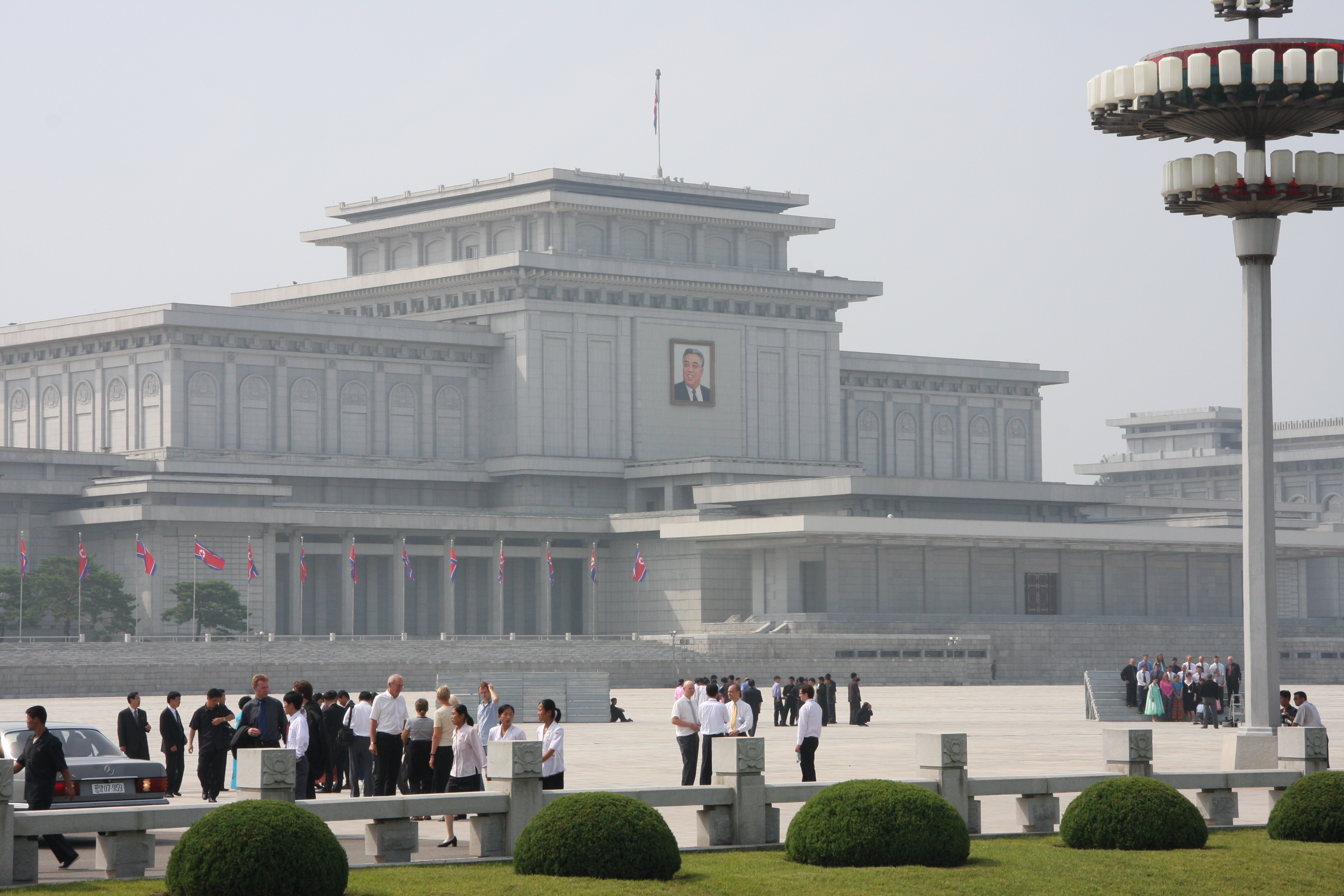
Palatul Memorial "Kumsusan"
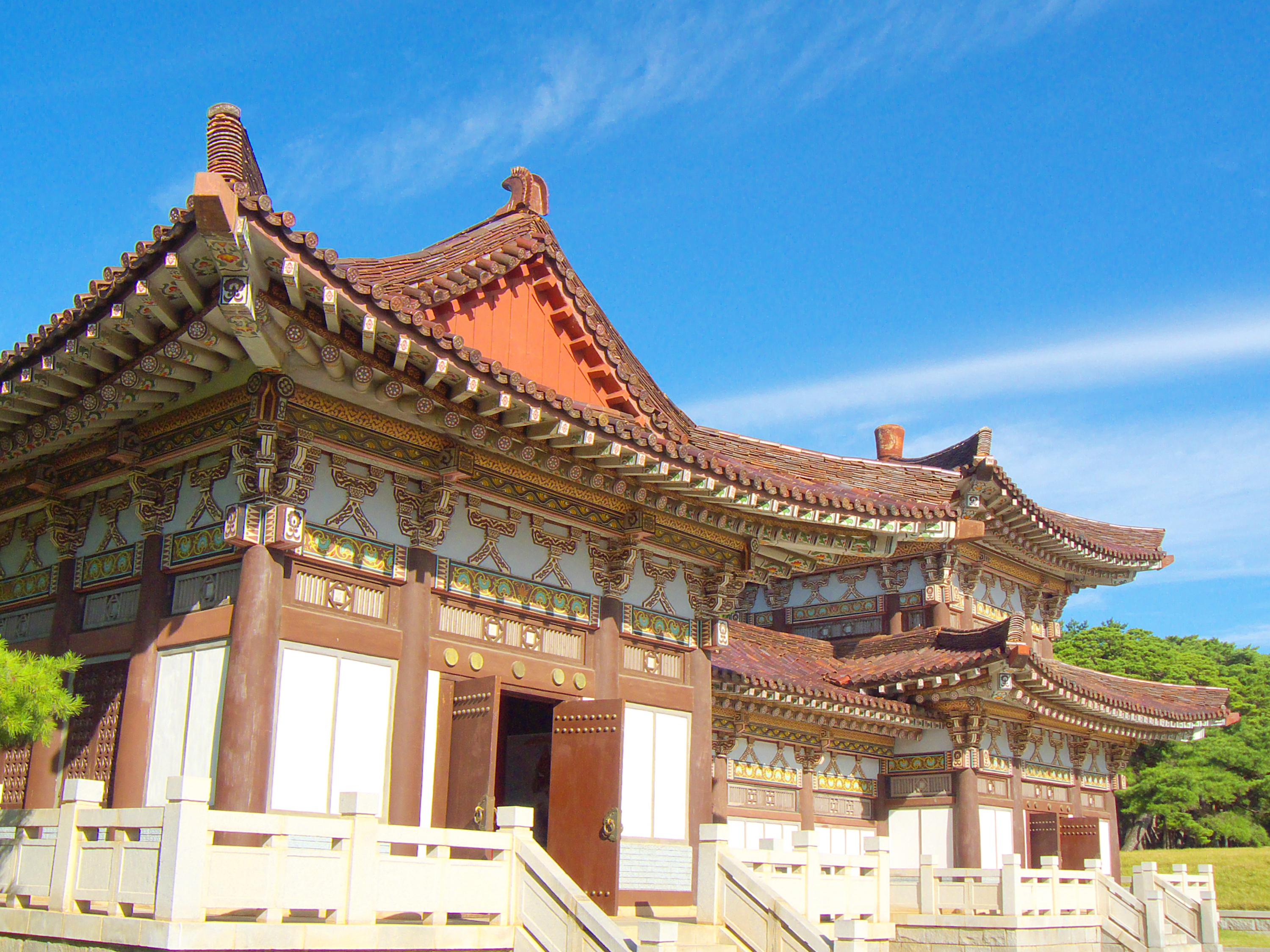
Mormântul regelui Tongmyong
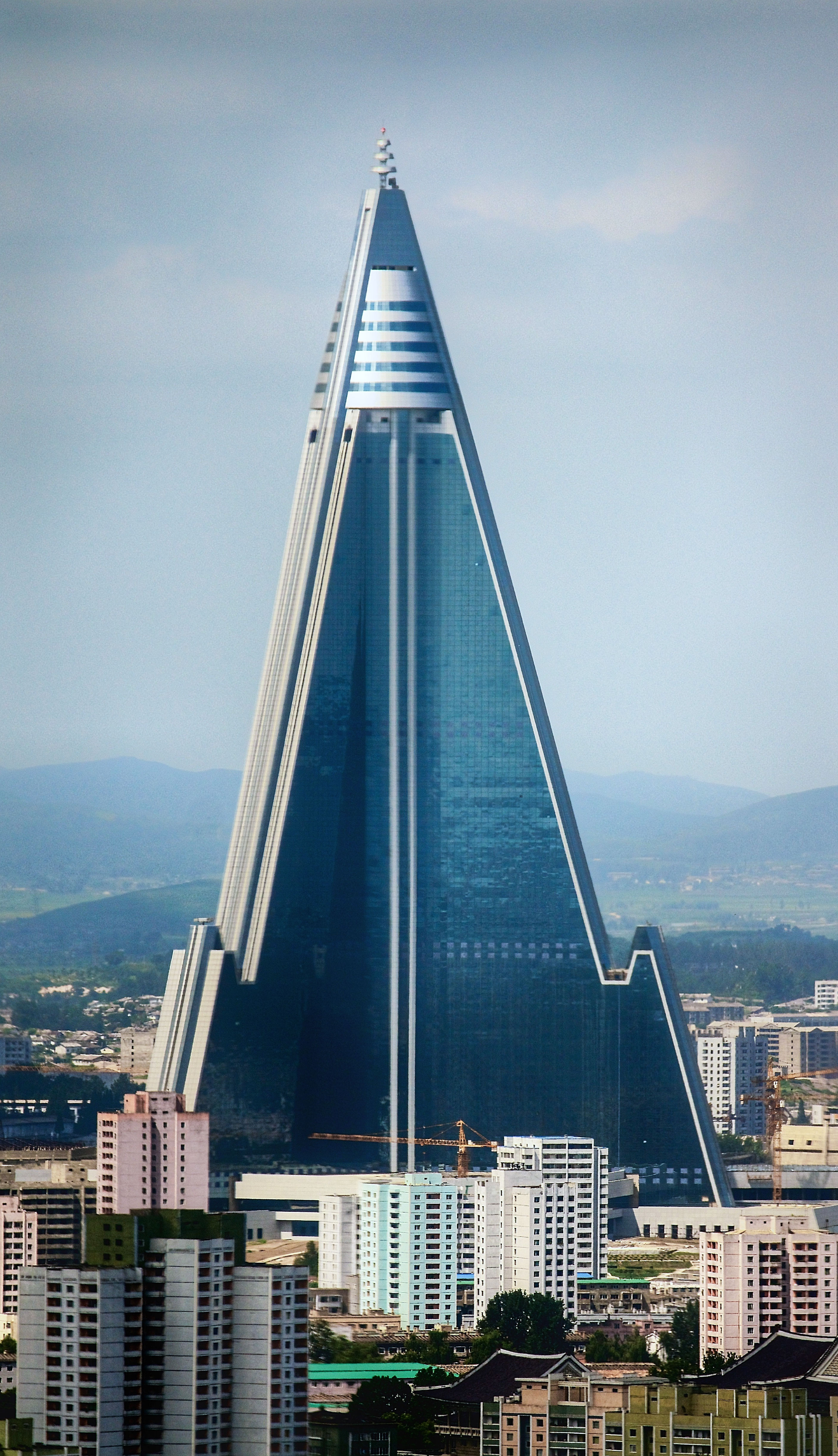
Hotelul "Ryugyong"
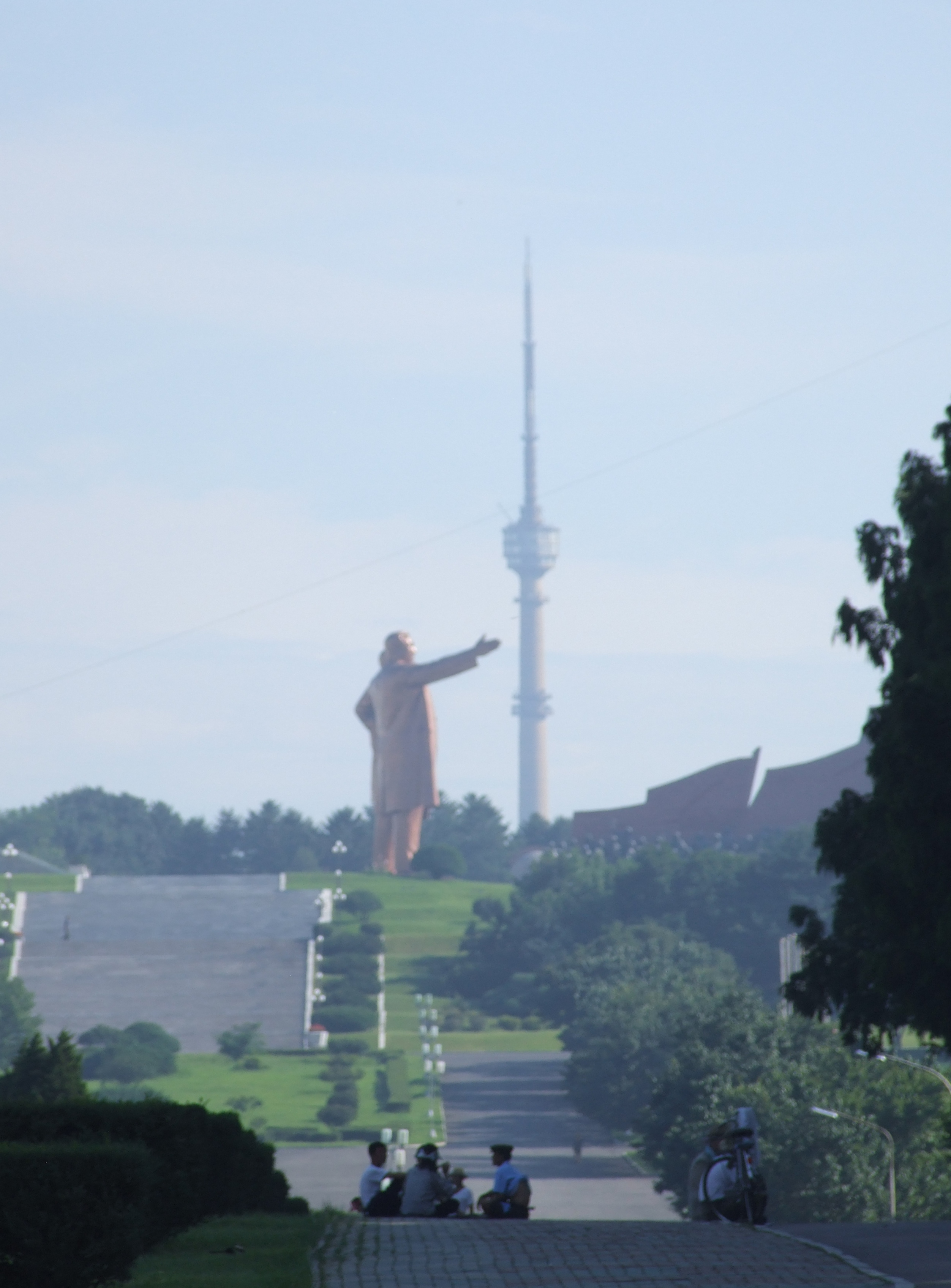
Monumentul "Mansudae"